# أكاديمية التغذية وعلم التغذية
أكاديمية التغذية وعلم التغذية (بالإنجليزية: Academy of Nutrition and Dietetics)‏ هي إحدى المنظمات في الولايات المتحدة مكونة من خبراء الغذاء والتغذية الذين يمثلون أكثر من مائة ألف ممارس معتمد؛ وهم أخصائي تغذية مسجلون وفنيون تغذية ومسجلون وغيرهم من المتخصصين في علم التغذية الحاصلين على شهادات جامعية ومتقدمة في التغذية وعلومها. بعدما يقارب من مائة عام بصفتها الجمعية الأمريكية للتغذية، غيرت المنظمة اسمها رسميًا إلى أكاديمية التغذية والحميات الغذائية في سنة 2012 . أعضاء المنظمة هم في المقام الأول من أخصائيو التغذية المسجلين (RDNs) وفنيو التغذية وعلم التغذية، مسجلون (NDTR) بالإضافة إلى العديد من الباحثين والمربين والطلاب والممرضين والأطباء والصيادلة وأخصائيي التغذية السريرية والمجتمعية والمستشارين ومديري الخدمات الغذائية.
واجهت الأكاديمية جدالًا حول تأثير الشركات فيما يرتبط بعلاقتها بتصنيع الأغذية والتمويل من مجموعة من الشركات منهم ماكدونالدز وكوكا كولا، مارس وغيرهم.

## الأصول
```
تأسست أكاديمية التغذية وعلم التغذية في عام 1917 في كليفلاند، أوهايو، من قبل مجموعة من الاشخاص بقيادة لينا كوبر وأول رئيسة أكاديمية لولو ج. جريفز، التي عملت مع الحكومة على حفظ الغذاء وتحسين الصحة العامة اثناء الحرب العالمية 
[
6
]
 والآن يقع مقرها الرئيسي في شيكاغو، إلينوي.
[
7
]
```

```
كانت المهمة الأصلية للأكاديمية هي تحقيق أقصى استفادة من المصادر الغذائية الأمريكية اثناء وقت الحرب.
[
8
]
 وفي عامها الأول، جذبت الأكاديمية 58 عضوًا.
[
9
]
 ومع ذلك بقيت منظمة صغيرة كونها تحتضن أقل من 1000 عضو حتى الثلاثينيات. وبين الثلاثينيات والستينيات، ازداد عدد أعضاءها، فتوسع نطاق المجموعة الاعضاء حتى ارتفعت العضوية إلى أكثر من 60,000.
```

```
فاستقر مسار النمو منذ ذلك الحين، وبعد ذلك الوقت وصل عدد اعضاءالأكاديمية لـ 70,000 عندما انضمت أخصائية تغذية في تكساس إلى الأكاديمية في شهر آيار في عام 2009 فمنذ تأسيسها في عام 1917، كانت الاكاديمية تكتسب أعضاءجدد في كل عقد.
```

```
واعتمد المجلس التنفيذي ختمًا معتمدًا للمنظمة وتم تقديمه إلى الأعضاء في 24 من تشرين الأول عام 1940 . يوجد في مركزها رموز للخصائص الرئيسية الثلاثة للمهنة: مقياس التوازن، الذي يمثل العلم كأساس وترمز إلى المساواة؛ صولجان، يمثل العلاقة الوثيقة بين علم التغذية والطب؛ وسفينة للطبخ، تمثل الطبخ وإعداد الطعام. فحول التصميم الرئيسي هو رمح من القمح، ويمثل الخبز، وطاقم الحياة، وأوراق الأقنثة المنمنمة، والتي تمثل النمو والحياة.
```

```
أكثر من التصميم هو وفرة، والتي تمثل وفرة إمدادات الغذاء. أسفل التصميم يوجد الشعار، Quam Plurimis Prodesse («للاستفادة بمن أكبر عدد ممكن»). حول الحافة هو اسم المنظمة وتاريخ تأسيسها مكتوب بالأرقام الرومانية.
```

لا يزال الختم قيد الاستخدام في شهادات حالة التسجيل لكل من أخصائيي التغذية المسجلين وفنيي الحميات المسجّلين، وكذلك على دبوس العضوية الذهبي.
وتبعا لرئيس الأكاديمية الحالي سيلفيا إسكوت ستامب، غيرت المجموعة اسمها إلى أكاديمية التغذية وعلم التغذية في عام 2012 لتعكس الخبرة العلمية والأكاديمية لأعضائها.

### شهر التغذية الوطني
في عام 1973، أنشأت الأكاديمية "أسبوع التغذية الوطني". وكان موضوع السنة الأولى هو "استثمر في نفسك... اشتر التغذية".” في 9 من آيار لعام 2010، أعلنت الأكاديمية "يوم اختصاصي للتغذية المسجل" لتكريم "يوم التغذية" مقدمي الخدمات الغذائية والتغذية الذين لا غنى عنهم والاعتراف بالأشخاص ذوي الإعاقة لالتزامهم بمساعدة الناس على الاستمتاع بحياة صحية ". كما ترعى الجمعية" شهر التغذية الوطني "في آذار في الولايات المتحدة.

## الشؤون المالية والتنظيم
```
في عام 2015، كشفت أكاديمية التغذية وعلم التغذية عن صافي أصول بقيمة 48 مليون دولار، كان معظمها نقدًا واستثمارات.
[
12
]
 11.3 مليون دولار منها حُصلت من خلال رسوم العضوية السنوية، و 7.4 مليون دولار إضافية من رسوم التسجيل والفحص.
في عام 2015، استحوذت على 35.2 مليون دولار في إيرادات مصاريف بلغت 38.4 مليون دولار عن خسارة تشغيل قدرها 3.4 مليون دولار. بعد حساب عائد الاستثمارات، سجلت الأكاديمية عجزًا بقيمة 544,722 دولارًا للسنة المالية 2015  
```

في نفس العام، حصلوا على 1.1 مليون دولار في رعاية شركات من شركات مثل جينرال ميلز وكوكاكولا وبيبسسكو عن طريق التبرعات والمبادرات المشتركة والبرامج.
يوجد للأكاديمية مكاتب في كل من شيكاغو وواشنطن. تحتفظ المنظمة بالعديد من المنظمات والكيانات الأخرى، بما في ذلك لجنة تسجيل الحمية الغذائية، ولجنة اعتماد التثقيف في علم التغذية، ومجموعات ممارسة الحمية الغذائية، ولجنة العمل السياسي في الأكاديمية، ومؤسسة الأكاديمية.
هناك أيضًا العديد من «مجموعات اهتمامات الخاصة بالأعضاء» والتي تضم أكثر من 4800 عضو لديهم اهتمامات أو تخصصات مشتركة بما في ذلك مايزيد عن خمسين في التغذية وعلم التغذية؛ الأمريكيين الفلبينيين في علم التغذية والتغذية؛ المسلمون في علم التغذية والتغذية؛ والتنظيم الوطني للسود في علم التغذية والتغذية.

### أكاديمية التغذية وعلم التغذية
في عام 1966، أنشأت أكاديمية التغذية وعلم التغذية المؤسسة باعتبارها مؤسسة خيرية عامة منظمة 501(c) . وفقًا لبيان مهمتها، فإن المؤسسة هي «المؤسسة الخيرية الوحيدة المكرسة حصريًا لتعزيز التغذية الجيدة». وتتمثل مهمتها في النهوض بالصحة العامة والتغذية مع التركيز على ثلاث مبادرات: المنح الدراسية، والوزن الصحي للأطفال وأبحاث الغذاء والتغذية.
في عام 2011، حصلت المؤسسة على مساهمات وعائدات خيرية بلغت 4.23 مليون دولار، منها 1.7 مليون دولار ذهبت إلى مصروفات البرنامج، و 540,000 دولار ذهبت للنفقات الإدارية، و 289000 دولار ذهبت لتمويل جمع الأموال. يتم الدفع لمديرها التنفيذي ماري بيث والين، 215000 دولار في السنة. حصلت هذه الأرقام على درجة 60.95 / 70 بواسطة مؤسسة CharityNavigator.com (أربع نجوم للشفافية وثلاثة نجوم للبيانات المالية لها).
في عام 2011، تلقت المؤسسة مساهمات الشركات التي بلغ مجموعها حوالي 1.2 مليون دولار من منظمات مثل نستله، كيلوغس،مارس، شركة كوكاكولا وجمعية لحم البقر الوطنية للماشية، بالإضافة إلى تبرع الصناعي بشكل هائل  بمبلغ 500000 دولار لتعزيز الصحة الأكل للأطفال.

## التأثيرات والمواقف
من خلال مجلة الأبحاث الخاصة بها، تشكل الأكاديمية وتؤثر في النقاش العام والتشريعي حول الصحة وسلامة الأغذية والتغذية. يتم عرض أكاديميات RD بانتظام في المنشورات العالمية مثل نيويورك تايمز، وول ستريت جورنال، يو إس إيه توداي، ولوس أنجلوس تايمز، ومينز فيتنس، أو ماغازين، وتقارير المستهلك فوربس وهوفينجتون، بوست. في عام 2010، ذكرت المنظمة أنها تلقت ما يقرب من 30 مليار مرة ظهور إعلامي سنويًا.
كمنظمة ومعهد أبحاث، تمتلك الأكاديمية مجموعة متنوعة من الوظائف الصحية المؤثرة، بما في ذلك:
- تؤكد الأكاديمية أن الطريقة الوحيدة لفقدان الوزن هي اتباع نظام غذائي صحي وممارسة تمارين متوازنة.
- موقف الأكاديمية هو أنه «لا توجد أغذية جيدة أو سيئة، فقط الوجبات الغذائية الجيدة والسيئة.» طبقًا للأكاديمية، فإن هذا التصنيف أو «الصدمات» يربك الجمهور.
- تنص الأكاديمية على أن «الإرضاع الحصري من الثدي يوفر التغذية والحماية الصحية المثلى للأشهر الستة الأولى من العمر والرضاعة الطبيعية مع الأطعمة التكميلية من 6 أشهر وحتى 12 شهرًا على الأقل من أنماط التغذية المثالية للرضع».
- تعتقد الأكاديمية أن ما يصل إلى حصتين من فول الصويا يوميًا للبالغين يمكن أن يكون جزءًا من نظام غذائي صحي.
- ذكرت الأكاديمية أن «اتباع نظام غذائي نباتي جيد» (بدون منتجات اللحوم أو منتجات الألبان أو الحيوانات) مناسب وصحي للأطفال.
- تنص الأكاديمية على أنه لمكافحة وباء السمنة، يحتاج البالغين والأطفال إلى الحصول على الأطعمة الصحية، والتعليم بشأن تناول الطعام بشكل جيد، والخدمات الصحية الوقائية، بما في ذلك المشورة التي يقدمها أخصائيو التغذية المسجلين. إنهم يدعمون جهود البيت الأبيض.
- عرضت الأكاديمية وضع العلامات الإلزامية لـ «الدهون غير المشبعة» على عبوات الطعام.
- أعطت الأكاديمية تصنيفات منخفضة للغذاء عالي البروتين والمنخفض الكربوهيدرات المعروف باسم حمية أتكينز، مصرة على أن النظام الغذائي «غير صحي وأن فقدان الوزن مؤقت.» وتؤكد الأكاديمية أن الكربوهيدرات ليست مسؤولة عن الوزن. كسب أي أكثر من غيرها من أشكال السعرات الحرارية.
- تنص الأكاديمية على أن الأطفال الذين يتناولون وجبة الإفطار لديهم تركيز أفضل، ومهارات لحل المشكلات، وتنسيق العين.

## البحوث والمنشورات
تنشر أكاديمية التغذية وعلم التغذية أوراق موقف عن الصحة العامة فيما يتعلق بصحة الأطفال (الأطفال)، تكنولوجيا الأغذية، سلامة الأغذية، أمراض الشيخوخة (كبار السن)، إصلاح الرعاية الصحية، السمنة والغذاء والتغذية من خلال مجلة أكاديمية التغذية وعلم التغذية (ANDJ).

## الشهادة
تقدم عملية شهادة أكاديمية التغذية وعلم التغذية خيارين وظيفيين: أخصائي تغذية مسجّل (RDN) وفني تغذية وعلم تغذية، مسجل (NDTR). كلاهما متخصصان في مجال التغذية مؤهلين للعمل في المستشفيات والأوساط الأكاديمية والممارسة الخاصة، ويختلفان في الغالب في ساعات التدريب ومستوى الشهادة الجامعية المطلوبة. ويجب على أخصائي التغذية المسجلة أن يكمل درجة البكالوريوس أو أعلى وأكثر من 900 ساعة من التدريب، في حين أن فني الحميات مطلوب لإكمال وانتساب لدرجة المستوى و 450 ساعة من التدريب.حوالي 72 ٪ من أعضاء الأكاديمية هم أخصائيو تغذية مسجلون، و 2 ٪ من فنيي التغذية في التغذية، مسجلين.
ويتم منح الأعضاء هذه العناوين المعتمدة من خلال الوفاء بمتطلبات الأكاديمية الشاقة بالإضافة إلى أي ولاية أو لوائح محلية. من خلال مؤسسة ADAF ، أصدرت الأكاديمية ما يقرب من 500,000 دولار في منح دراسية في عام 2011، منها 100,000 دولار ذهبت لطلاب الدكتوراه.
إن المصطلحين «أخصائي التغذية المسجّل» و «اختصاصي التغذية الغذائية المسجّلين» عبارة عن «عناوين محمية قانونًا» ويمكن استخدامها فقط من قبل شخص أكمل الدورات الدراسية المعتمدة من قبل الأكاديمية. في السنوات الأخيرة، عمل AND من أجل تنظيم أكثر صرامة بشأن الترخيص المهني لأخصائيي التغذية والتغذية وأنظمة الدولة المدعومة التي ستشمل غرامات باهظة لصرف المشورة الغذائية دون ترخيص مناسب.يعد مجلس اعتماد أكاديمية التغذية وعلم التغذية للتربية في علم التغذية وعلم التغذية (ACEND) هو الوكالة المعتمدة للمنظمة لبرامج التعليم التي تعد الأفراد للمهن كمحترفين في علم التغذية.
قبل عام 2011، متنازع عليه (على: يحدث في 2013) عُرف باسم ACEND باسم لجنة اعتماد التثقيف في علم التغذية (CADE).يتم اعتماد مجلس الاعتماد من قبل وزارة التعليم وهو عضو في جمعية الدائنين المتخصصين والمحترفين. تكسب رسوم المجلس الأكاديمية أكثر من مليون دولار في السنة.

### اختصاصي تغذية مسجّل (RDN)
وفقا لأكاديمية التغذية وعلم التغذية، أخصائي التغذية المسجل هو «خبير في الغذاء والتغذية» الذي استوفى الحد الأدنى من المتطلبات بعنوان (RD).
متطلبات تشمل العناصر التالية:
- الحصول على درجة البكالوريوس من خلال دورة تدريبية معتمدة من مجلس اعتماد الأكاديميين في مجال التغذية والتغذية (ACEND). تشمل الدورات الدراسية عادةً علوم الأغذية والتغذية، وإدارة أنظمة الخدمات الغذائية، والأعمال التجارية، والاقتصاد، وعلوم الحاسوب، وعلم الاجتماع، والكيمياء الحيوية، وعلم وظائف الأعضاء، وعلم الأحياء المجهرية، والكيمياء.وتم إكمال برنامج تدريب معتمد ومُشرف في مرفق للرعاية الصحية أو وكالة مجتمعية أو مؤسسة للخدمات الغذائية.
- اجتياز امتحان وطني تديره لجنة التسجيل الغذائي.
- إكمال المتطلبات التعليمية المهنية المستمرة للحفاظ على التسجيل.
- بالإضافة إلى تكاليف الدورات الدراسية للكلية، تفرض الأكاديمية رسومًا بقيمة 200 دولار لأخصائيي التغذية المسجلين.
- يجب على الطلاب إكمال فترة تدريب تصل إلى 1200 ساعة لحضور امتحان أخصائي التغذية المسجل.[22]
- ما يقارب من 50 ٪ من RDs يحملون شهادات متقدمة. تحمل بعض RDNs أيضًا شهادات إضافية في مجالات الممارسة المتخصصة، مثل التغذية عند الأطفال أو الكلى، ودعم التغذية وتعليم مرض السكري. بالإضافة إلى أي متطلبات الأكاديمية (وغالبا مع بعض التداخل)، العديد من الدول لديها قوانين لأخصائيي التغذية وممارسي التغذية.[4] In addition to any Academy requirements (and often with some overlap), many states have laws for dietitians and nutrition practitioners.[23]

### فني تغذية غذائية، مسجل (NDTR)
وفقا لأكاديمية التغذية وعلم التغذية، NDTRs هي «ممارسة الغذاء والتغذية» الذي استوفى الحد الأدنى من المتطلبات للحصول على اللقب NDTR.
هذه المتطلبات، على الرغم من أنها تشبه RD ، لكنها تختلف من حيث أنها تتطلب:
- ما لا يقل عن درجة مشارك.
- ما لا يقل عن 450 ساعة من الممارسة الخاضعة للإشراف المعتمدة من قبل ACEND.
- اجتياز امتحان DTR وطني يديره مجلس الإنماء والإعمار.
- إكمال المتطلبات التعليمية المهنية المستمرة للحفاظ على التسجيل.

## جوائز
تمنح الأكاديمية العديد من الجوائز، وأعظمها جائزة Marjorie Hulsizer Copher Award ، والمختصة باسم اختصاصي التغذية الأمريكي Marjorie Hulsizer Copher ((1892-1935 وتُمنح سنويًا منذ عام 1945 لعضو "ساهم في هذه المهنة من خلال المشاركة النشطة والفعالة خدمة لمهنة التغذية وعلم التغذية، سواء داخل وخارج الأكاديمية. وهناك جوائز أخرى تتضمن جائزة محاضرة لينا فرانسيس كوبر التذكارية، والتي سميت باسم أخصائية التغذية الأمريكية لينا فرانسيس كوبر وتم منحها إلى "متحدث بارز وملهم" وقد قدم المحاضرة التذكارية.

## جهود مكتسبة وحماية منافسة
للمساعدة في تحسين الاتصالات مع حكومة الولايات المتحدة، فإن أكاديمية التغذية وعلم التغذية لها مكاتب في عاصمة واشنطن. كما أنها تدير لجنة العمل السياسي الخاصة بها، لجنة العمل السياسي التابعة للأكاديمية. أنفقت الأكاديمية 5.8 مليون دولار من جماعات الضغط على مستوى الدولة والمستوى الوطني من عام 2000 حتى عام 2010.
أشار تقرير صدر عام 1985 إلى أن الأكاديمية دعمت الترخيص للحصول على المشورة الغذائية. بالإضافة إلى دعم التشريعات التي تنظم مجال التغذية المهنية في ولايات مثل كولورادو ووايومنج وهاواي ونيوجيرسي ونيويورك، تقدمت الأكاديمية بطلب للحصول على براءات اختراع لعناوين شهاداتها مثل: «مدرب التغذية المعتمد»، «خبير التغذية المعتمد»، "" أخصائي التغذية المسجل «و» مدرس التغذية المعتمد.
تنص الأكاديمية على أنه من خلال تنظيم من يمكنه تقديم الاستشارات الغذائية، يمكنهم حماية أعضائها المسجلين والجمهور من المشورة غير المنظمة أو ربما المشورة غير الدقيقة من ممارسي التغذية الأقل تأهيلًا مثل مقومين العظام ومدربي اليوغا ومدرسات المعالجة المثلية والمدربين الشخصيين.
أثار دعم الأكاديمية لهذا التشريع معارضة قوية من الممارسين الصحة البديلة والجماعات التحررية، الذين يقولون إن "الفواتير المقيدة للغاية يمكن أن تخلق احتكارًا لمدرسة واحدة من الفكر الغذائي التقليدي" وأن الهدف الأساسي من مشروع القانون هو "عدم الحماية الجمهور، ولكن لإعطاء النفوذ والاعتراف لقطاع واحد من اختصاصيي التغذية، وزيادة فرصهم في الحصول على تعويض من شركات التأمين.

## اطعام الأطفال بشكل صحيح
أطلقت أكاديمية التغذية وعلم التغذية ومؤسسة ADA أول مبادرة مشتركة، الأطفال يأكلون بشكل صحيح، في تشرين التاني 2010. هذه الحملة التي يقودها الأعضاء لتكريس دعم الجهود للبيت الأبيض لإنهاء وباء السمنة لدى الأطفال في الجيل الواحد.
اطعام الأطفال بشكل صحيح هي حملة من طبقتين تهدف إلى تعبئة أعضاء الأكاديمية للمشاركة في جهود الوقاية من السمنة في المجتمع والمدارس، وكذلك لتثقيف الأسر والمجتمعات وواضعي السياسات حول أهمية نوعية التغذية الجيدة.
يحتوي موقع اطعام الأطفال بشكل صحيح  على موقع إلكتروني يوفر للعائلات نصائح ومقالات ومقاطع فيديو وأوصاف صحية من خبراء التغذية المسجلين.
يحتوي اطعام الأطفال بشكل صحيح أيضًا على معلومات صحية قائمة على أساس علمي تتركز حول موضوع "Shop-Cook-Eat" الذي يحتوي على معلومات حول كيفية التسوق للأطعمة الصحية، وكيفية طبخ الأطعمة ذات القيمة الغذائية الأكثر، ويوفر فوائد تناول الطعام معًا في المنزل وخارج المنزل.

## جدال
```
تعرضت أكاديمية التغذية وعلم التغذية لانتقادات لصلتها بصناعة الأدوية، فتم تحقيق في ذلك بواسطة السناتور تشاك جراسلي.
```

```
في عام 1982، واجهت المنظمة استقالات جماعية من الأعضاء بسبب قرار لدعم تخفيضات الرئيس رونالد ريغان في طوابع الغذاء وبرامج الغداء المدرسي.
```

فكان القرار إلى حد كبير مفاضلة سياسية. وافقت إدارة ريغان على إسقاط اقتراحها لإلغاء تنظيم دور رعاية المسنين في مقابل دعم الأكاديمية لخفض الغداء المدرسي وخصم قسائم الطعام.

### انتقاد الشراكات مع شركات الأغذية
أشار تقرير صدر عام 1995 إلى أن الأكاديمية تلقت تمويلًا من شركات مثل ماكدونالدز وبيبسيكو وكوكاكولا وسارا لي وتغذية أبوت والمطاحن العامة، Kellogg's ، مارس، McNeil Nutritionals ,SOYJOY ,Truvia ,Unilever ، منظمة السكر كمؤسسات رعاية.
تتعاون الأكاديمية أيضًا مع أطعمة كونأغرا، التي تنتج أورفيل ريدنباكر ، للحفاظ على الرابطة الأمريكية للتغذية / كونأغرا لسلامة الأغذية.إنه في برنامج يديك. إضافةً إلى ذلك، تحقق الأكاديمية عائدات من الشركات من خلال بيع المساحة في جناحها خلال المؤتمرات، وذلك من أجل المشروبات الغازية وصانعي الحلوى.
في نيسان 2013، أكد اختصاصي تغذية يعمل في لجنة مكلفة بوضع سياسة بشأن الأغذية المعدلة وراثياً للأكاديمية أنها تمت إزالتها لأنها أشارت إلى أن اثنين من أعضائها تربطهما صلات بمونسانتو ، أحد من أكبر صانعي البذور المعدلة وراثياً.
أبرز الجدلات الناتجة عن تلك الحقيقة أن السيدة سميث إيدج ، رئيسة اللجنة المكلفة بتطوير سياسة الكائنات المعدلة وراثيا ، هي نائبة رئيس أول في المجلس الدولي لمعلومات الأغذية ، والتي تمولها إلى حد كبير شركات الأغذية والمشروبات والزراعة ، بما في ذلك شركات مثل دوبونت، وباير كروب ساينس وكارجيل ، الشركات التي كانت من بين من أكبر المعارضين الماليين لمبادرة وضع العلامات المعدلة وراثيا لولاية كاليفورنيا.
تؤكد الأكاديمية أن التواجد على «الطاولة ذاتها» مع شركات المواد الغذائية أمر مهم من أجل ممارسة تأثير إيجابي على منتجاتها ورسائلها ، بالرغم من أن النقاد يصفون ذلك بأنه «تحالف غير صحي» بين الأكاديمية وشركات الوجبات السريعة.فهذا الاتهام هو بالرغم من فائدة هذه البرامج، إلا أنه في النهاية يبيض (على غرار الجهود التي تبذلها الشركات الخضراء غير المسؤولة بيئياً) دور العلامة التجارية في النظام البيئي للغذاء في البلاد.
لاحظت الوكالة الدولية للطاقة أن الأكاديمية نادراً ما تنتقد شركات المواد الغذائية ، معتقدًا أنها خائفة من «عض اليد التي تطعمها».  تخيلت ماريون نستله ، خبيرة التغذية أنها تعتقد أنه طالما أن شركاء AND هم مع صانعي المواد الغذائية والمشروبات ، «آراءها حول النظام الغذائي والصحة لن يُعتقد أبدًا أنها مستقلة». محامية الصحة العامة ميشيل سيمون، التي تبحث وتكتب عن صناعة المواد الغذائية وسياسة الغذاء ، أعربت عن مخاوف مماثلة يفيد بأن «و [هو] مضمن بعمق مع صناعة المواد الغذائية ، وغالبًا ما يتواصل مع الرسائل التي تتلاءم مع الصناعة.» أظهر استطلاع عام 2011، أن 80٪ من أعضاء الأكاديمية ينتقدون موقف الأكاديمية. وهم يعتقدون أن الأكاديمية تدعم الشركات الراعية ومنتجاتها عندما تسمح برعايتهم.
في آذار 2015، أقرت الأكاديمية منتج الجبن Kraft Singles مع علامة "Kids Eat Right". بسبب الدعاية السلبية ، دخلوا في مفاوضات مع كرافت لإلغاء هذا التأييد.
يمنح هذا التمويل للصناعة أيضًا شركات الأغذية القدرة على تقديم ندوات تعليمية رسمية لتعليم أخصائيي التغذية كيفية تقديم المشورة لعملائهم بطريقة تعزز مصالح شركة الأغذية.
على سبيل المثال ، في دراسة برعاية كوكا كولا لأخصائيي التغذية ، شجع المتحدث على استهلاك السكريات المجانية للأطفال كخيار صحي.

## منشورات إضافية
مجلة أكاديمية التغذية وعلم التغذية JAND))، التي كانت تُعرف سابقًا باسم مجلة الجمعية الأمريكية للتغذية (JADA)، هي نشرة شهرية وتمت مراجعتها من قِبل النظراء تشارك في مجال علم التغذية ، مع إجراء أبحاث أصلية ، ومراجعات نقدية ، وتقارير عن علم التغذية والتغذية البشرية.

## وصلات خارجية
- الموقع الرسمي
- Journal of the Academy of Nutrition and Dietetics official peer-reviewed journal
- Academy of Nutrition and Dietetics Foundation
- American Dietetic Association at سورس واتش [الفرنسية]‏